# Lauro Bordin
Lauro Bordin (Crespino, 7 de juliol de 1890 – Milà, 19 de maig de 1963) va ser un ciclista italià que fou professional entre 1910 i 1924. Bon velocista, va destacar en les curses en línia, guanyant la Volta a Llombardia de 1914 i tres etapes del Giro d'Itàlia.
Una vegada retirat del ciclisme es dedicà al periodisme i a la fotografia esportiva, prenent part en el programa de televisió Lascia o raddoppia?.

## Palmarès
- 1911
  - 1r al Circuit Euganeo
  - Vencedor d'una etapa al Giro d'Itàlia
- 1912
  - 1r del Giro del Polesine
  - Vencedor d'una etapa al Giro d'Itàlia
- 1913
  - 1r del Giro del Polesine
  - Vencedor d'una etapa al Giro d'Itàlia
- 1914
  - 1r de la Volta a Llombardia
- 1915
  - 1r a la Copa d'Hivern
  - 1r a la Copa Lugano
  - 1r a la Cursa Territorial
  - 1r del Gran Premi de Tardor
  - 1r de la Milà-Brinzio-Milà
- 1918
  - 1r del Critèrium Real de Clausura
  - 1r del Gran Premi de Roma
  - 1r de la Milà-Varese
  - 1r de la Monza-Erba-Montevecchia

### Resultats al Giro d'Itàlia
- 1911. 17è de la classificació general. Vencedor d'una etapa
- 1912. 3r de la classificació general amb l'equip Gerbi i vencedor d'una etapa
- 1913. 17è de la classificació general. Vencedor d'una etapa
- 1914. Abandona
- 1919. 8è de la classificació general
- 1920. Abandona
- 1921. 16è de la classificació general
- 1922. Abandona
- 1923. Abandona
- 1924. Abandona

### Resultats al Tour de França
- 1910. Abandona (7a etapa)
- 1922. Abandona (5a etapa)